# Galassia Nana dei Cani da Caccia
La Galassia Nana dei Cani da Caccia o Galassia Nana dei Cani da Caccia I è una delle galassie satelliti della Via Lattea più distanti conosciute, assieme alla coppia di galassie Leo I e Leo II. Si tratta di una galassia nana sferoidale visibile nella costellazione dei Cani da Caccia, ad una distanza di circa 720.000 anni luce; la galassia ha un diametro di circa 6.500 anni luce lungo il suo asse maggiore, ed è molto debole. Contiene una popolazione di stelle vecchie povere in metalli.